# Sjenina
Sjenina är en ort i Bosnien och Hercegovina.   Den ligger i entiteten Republika Srpska, i den centrala delen av landet, 110 km norr om huvudstaden Sarajevo. Sjenina ligger 311 meter över havet och antalet invånare är 1 301.
Terrängen runt Sjenina är kuperad åt sydost, men åt nordväst är den platt. Terrängen runt Sjenina sluttar västerut. Närmaste större samhälle är Doboj, 10,2 km sydväst om Sjenina. 
I omgivningarna runt Sjenina växer i huvudsak lövfällande lövskog. Runt Sjenina är det ganska tätbefolkat, med 93 invånare per kvadratkilometer.